# Herb Turks i Caicos

Herb Turks i Caicos

Herb Wysp Turks i Caicos nadany został 26 września 1965 r. Tarczę herbową podtrzymują dwa flamingi, a klejnotem są liście sizalu i pelikan. Na tarczy są symbole lokalnej fauny i flory. U góry po prawej jest koncha królowej (Strombus gigas), jedna z najpięknieszych muszli. Po lewej przedstawiono langustę (palinurus vulgaris), a u dołu endemiczny gatunek kaktusa z rodzaju Melocatus.